# 東部マリ人
東部マリ人（とうぶマリじん、ロシア語: Восточные марийцы、マリ語: Эрвел марий
、英語: Eastern Mari）とは、ロシア連邦に居住する少数民族マリ人の一派である。

## 概要
東部マリ人はマリ人の一派で、ヴャトカ川からカマ川に沿って居住している。主に農業を営む。マリ語の方言である牧地マリ語を話す。
マリ人の多くが民族共和国であるマリ・エル共和国で暮らしているのに対し、東部マリ人はバシコルトスタン共和国に多く居住している。